# Parathyma adamsoni
Parathyma adamsoni är en fjärilsart som beskrevs av Moore 1898. Parathyma adamsoni ingår i släktet Parathyma och familjen praktfjärilar. Inga underarter finns listade i Catalogue of Life.